# Selección de fútbol de Canarias
La selección de fútbol de Canarias, es el equipo formado por jugadores canarios, organizado por la Federación Canaria de Fútbol (FCF), entidad que gestiona el fútbol, el fútbol sala y el fútbol playa en el ámbito del archipiélago canario (España).
Carece de reconocimiento por parte de la FIFA, pues sus estatutos (artículo 10) estipulan que para que una selección pueda participar en competiciones internacionales oficiales debe o bien representar a un estado independiente o tener autorización expresa de la federación del país correspondiente (en este caso la Federación Española de Fútbol). Es por este motivo que sólo puede disputar partidos amistosos en categoría absoluta.
El combinado de Canarias sub-19, disputa anualmente la Copa del Atlántico, midiéndose a la selección de España y otras dos invitadas, en una competición que parte desde semifinales.

## Historia

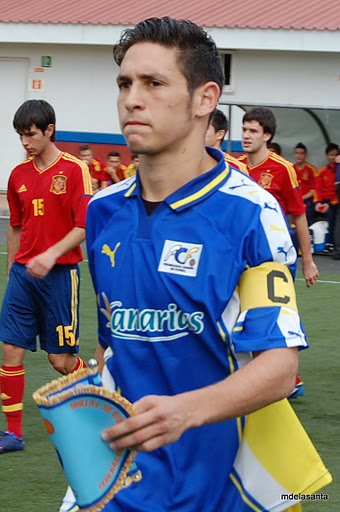
Partido de categoría sub-19 disputado entre Canarias y España.

Aunque en anteriores ocasiones se habían disputado encuentros en los que se anunciaba la presencia de la Selección Canaria en 1925 frente al Valencia en Mestalla, y en 1952 ante San Lorenzo de Almagro en el Chamartín, no es hasta 1996 cuando de forma oficial la Selección de Canarias comienza a disputar sus partidos. Hasta el año 2007 ha disputado 5 encuentros.

## Partidos

### Denominación no oficial
| Año  | Local    | Visitante   | Estadio              | Resultado |
| ---- | -------- | ----------- | -------------------- | --------- |
| 1925 | Valencia | Canarias    | Mestalla             | 1-1       |
| 1925 | Valencia | Canarias    | Mestalla             | 3-0       |
| 1950 | Canarias | San Lorenzo | Estadio de Chamartín | 4-2       |

### Denominación oficial
| Año  | Local    | Visitante  | Estadio                           | Resultado |
| ---- | -------- | ---------- | --------------------------------- | --------- |
| 1996 | Canarias | Venezuela  | Estadio Heliodoro Rodríguez López | 5-1       |
| 1998 | Canarias | Letonia    | Estadio Insular                   | 4-0       |
| 1999 | Canarias | Yugoslavia | Estadio Heliodoro Rodríguez López | 2-2       |
| 2002 | Canarias | Venezuela  | Estadio Heliodoro Rodríguez López | 0-2       |
| 2007 | Canarias | Angola     | Estadio de Gran Canaria           | 2-0       |

## Jugadores internacionales
Los siguientes jugadores de Canarias o que han jugado con la selección, han disputado partidos internacionales oficiales con la selección española absoluta, El primero fue José Padrón el 17 de marzo de 1930 y el último, Ayoze Pérez, el 5 de junio de 2024. Además Juan Carlos Socorro lo hizo con Venezuela:
| - José Padrón - Ángel Arocha - Juan Marrero 'Hilario' - Luis Valle - Pérez - Gabriel Jorge - Paco Campos - Francisco Machín - Pancho Arencibia - Alfonso Silva - Rosendo Hernández - Juan Guedes - Antonio Afonso 'Tonono' | - Germán Dévora - Miguel González - Alfonso Rodríguez 'Foncho' - Antonio Betancort - Eleuterio Santos - Paco Castellano - Martín Marrero - Felipe Martín - Gerardo Miranda - Luis Molowny - Diego Rodríguez - Juanito Rodríguez - Pier | - Juan Carlos Socorro - Juan Carlos Valerón - Manuel Pablo - Guayre Betancor - Ángel López - David Silva - Pedro Rodríguez - Vitolo Machín - Jonathan Viera - Pedri - Yeremi Pino - Ayoze Pérez |